# Bogdan Wołkowski
Bogdan Wołkowski (* 1957 in Jaworzno) ist ein polnischer Trickshot- bzw. Artistic-Pool-Spieler.
Wołkowski ist Rekordweltmeister im Trickshot und gewann die Trickshot-Weltmeisterschaft ununterbrochen zwischen 1999 und 2004. Beim im Rahmen des World Pool Masters ausgetragenen World Trickshot Masters wurde er 2005 Zweiter, 2006 Dritter und siegte im Jahr 2008.
Zudem ist er mehrfacher nationaler Meister.